# Haemaphysalis qinghaiensis
Haemaphysalis qinghaiensis är en fästingart som beskrevs av Teng 1980. Haemaphysalis qinghaiensis ingår i släktet Haemaphysalis och familjen hårda fästingar. Inga underarter finns listade i Catalogue of Life.